# If then else
If_then_else is een studioalbum van de Nederlandse rockband The Gathering, uitgebracht in 2000.

## Nummers
1. Rollercoaster
2. Shot To Pieces
3. Amity
4. Bad Movie Scene
5. Colorado Incident
6. Beautiful War
7. Analog Park
8. Herbal Movement
9. Saturnine
10. Morphia's Waltz
11. Pathfinder

## Bezetting
- Anneke van Giersbergen
- René Rutten
- Frank Boeijen
- Hans Rutten
- Hugo Prinsen Geerligs